# Deseret (Księga Mormona)

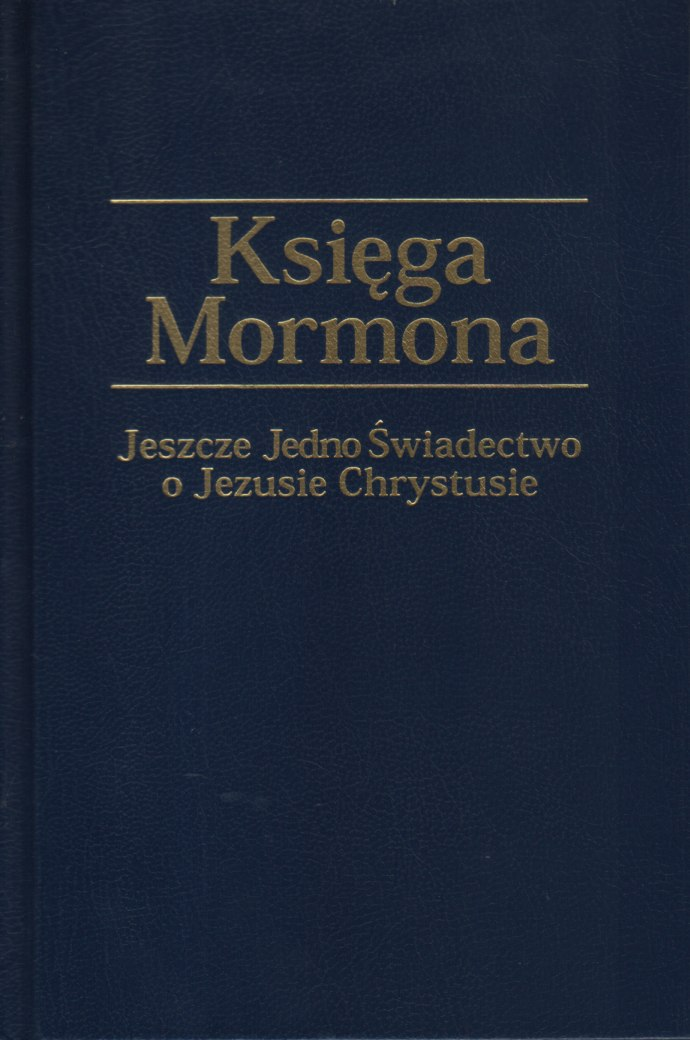
Księga Mormona, jedno z mormońskich pism świętych i jednocześnie źródło wzmianki o Deseret

Deseret (deseret 𐐔𐐇𐐝𐐀𐐡𐐇𐐓) – w wierzeniach ruchu świętych w dniach ostatnich (mormonów) jeredyckie słowo mające oznaczać pszczołę miodną. Pojawia się we wchodzącej w skład Księgi Mormona Księdze Etera. Łączone z pszczelim ulem, z czasem zostało przezeń przyćmione jako symbol. Zajmuje poczesne miejsce w mormońskiej kulturze i historii, w której łączone jest z harmonią i pracowitością. Utrwalone w nazwach instytucji związanych z Kościołem Jezusa Chrystusa Świętych w Dniach Ostatnich. Występuje również w nazwie stworzonego na zlecenie tej wspólnoty religijnej alfabetu.

## Wymowa
Wymowa tego słowa wzbudzała pewne zainteresowanie mormońskich badaczy. Widoczna poniżej wszechobecność tego terminu w Utah przyczyniła się do wykształcenia się utrwalonego wzorca jego wymowy i odstępstwa od niego mogą budzić zdziwienie. Został on zresztą uwzględniony w przewodniku po wymowie, dołączanym do każdego egzemplarza anglojęzycznej wersji Księgi Mormona od 1981. Źródła wskazują niemniej na znaczną różnicę między wymową preferowaną i powszechną współcześnie a tą z wczesnego okresu kolonizacji terytorium. Pierwotna wymowa, zwłaszcza ta stosowana przez Josepha Smitha, ma pewne znaczenie w badaniach nazw własnych występujących w Księdze Mormona, choć, na gruncie mormońskiej teologii, nie jest w nich czynnikiem decydującym. Do ustalenia wymowy używanej przez Smitha wykorzystuje się między innymi wydanie Księgi Mormona w alfabecie deseret z 1869. Alfabet deseret jest systemem pisma stworzonym w latach 1847–1854 w Utah, na zlecenie najwyższych przywódców kościelnych, w tym Brighama Younga.
Istnieją zapiski ludzi posługujących w procesie nazywanym przez świętych w dniach ostatnich tłumaczeniem Księgi Mormona, które rzucają światło na to, jak Smith pierwotnie radził sobie z nieznanymi słowami. Hugh Nibley, powołując się na relacje skrybów Smitha, stwierdził, że nigdy nie wymawiał on takich słów, zawsze poprzestając na ich przeliterowaniu. Ściśle na gruncie mormońskiej teologii nie próbuje się dociekać pierwotnej wymowy tegoż słowa, podobnie jak nie prowadzi się takowych rozważań wobec słów i nazw nefickich.
Również na gruncie mormońskiej teologii zauważa się inherentną problematyczność wymowy nazw i imion przynależnych do tej mormońskiej świętej księgi. Ma to wynikać z tego, że żadne z nich nie zostało przekazane Josephowi Smithowi ustnie. Jedynym wyjątkiem jest tu prawdopodobnie imię Moroniego. Miał się on bowiem w końcu przedstawić Smithowi w wizji z 1823. Z doktrynalnego punktu widzenia sposób, w jaki bohaterowie Księgi Mormona wypowiadali te słowa, pozostał nieznany pierwszemu mormońskiemu przywódcy.

## W Księdze Mormona
Na kartach Księgi Mormona pojawia się w wersie trzecim drugiego rozdziału Księgi Etera, w kontekście przygotowań do jeredyckiej podróży do ziemi obiecanej. Przez badaczy związanych z Kościołem Jezusa Chrystusa Świętych w Dniach Ostatnich jego etymologia wywodzona jest z języka egipskiego bądź też wiązana z językiem prasemickim. W ściśle teologicznym kontekście zaznacza się, iż nie jest pewne, czy słowo to ma ściśle jeredyckie pochodzenie, czy jego przekazane brzmienie jest produktem redakcji piszących w reformowanym egipskim Nefitów. Podkreśla się także jego niepewny związek z językiem adamowym, przewijającym się na marginesie mormońskiej teologii prajęzykiem. Również na gruncie mormońskiej teologii podkreśla się jego szczególne znaczenie badawcze – jako jednego z nielicznych jeredyckich słów przechowanych w obecnym zapisie Księgi Mormona.

## Deseret a symbolika ula
Niektórzy mormońscy uczeni łączą pszczeli ul ze słowem deseret, powołując się przy tym na zapisy przechowane kolejno w osiemnastym wersecie siedemnastego rozdziału 2. Księgi Nefiego oraz w osiemnastym wersecie siódmego rozdziału starotestamentalnej Księgi Izajasza. Połączenie to jednak wykształciło się stopniowo, zasadniczo dopiero po przybyciu świętych w dniach ostatnich do doliny Wielkiego Jeziora Słonego. W pierwotnym zamyśle ul miał być jednym ze sposobów na przypomnienie mieszkańcom Utah o pradawnej jeredyckiej cywilizacji w Ameryce Północnej. Z czasem wszakże uzyskał szerszą, także niepowiązaną z Kościołem akceptację jako symbol. Deseret natomiast został w dużej mierze relegowany do użytku religijnego.

## W mormońskiej historii i kulturze
Niezależnie od otaczających je spekulacji etymologicznych i teologicznych zajmuje poczesne miejsce w mormońskiej kulturze i historii. Terytorium zasiedlone przez mormońskich pionierów na środkowym zachodzie Stanów Zjednoczonych, obejmujące między innymi obszar obecnych stanów Utah oraz Nevada, nazwano pierwotnie stanem Deseret. Pszczoła miodna znajduje się na pieczęci stanowej Utah i jako oficjalny symbol stanowy ma bardzo szerokie zastosowanie. Gości na fladze Utah, na znakach na stanowych autostradach czy na samochodach policyjnych. Jest również częstym elementem dekoracyjnym w architekturze tego stanu, pojawia się w mormońskich świątyniach oraz domach spotkań. Znalazła swoje miejsce w sztuce ludowej związanej z tą wspólnotą religijną, używana bywa jako element zdobiący meble w mormońskich społecznościach. Dom w Salt Lake City należący do Brighama Younga, drugiego mormońskiego przywódcy, również nawiązuje swą nazwą do tego samego zwierzęcia. Wczesne mormońskie szkoły niedzielne funkcjonowały jako część systemu nazywanego Deseret Sunday School Union. Jedna z istotnych części kościelnego programu pomocy społecznej określana jest mianem Deseret Industries. Deseret i, co za tym idzie, pszczoła miodna są istotnymi symbolami panującej wśród mormonów harmonii oraz porządku, ich przedsiębiorczości, pracowitości, a także tradycji pracy wspólnotowej. Sam zaś termin, być może dzięki wzmiance o rojach pszczół we wspomnianym wyżej wersecie z Księgi Etera, ma również konotacje ze społecznością ludzką. W tym sensie wspomina o nim mormoński hymn W naszym pięknym Deseret pióra Elizy R. Snow z muzyką George’a F. Roota. Ów społeczny aspekt szczególnie silnie wybrzmiewał w symbolicznym użyciu tak Deseret, jak i pszczoły w latach 50. XIX wieku. W kazaniach głoszonych przez przywódców w tym okresie za pośrednictwem aluzji do Deseret opisywano Boże społeczeństwo, o którego budowę starali się święci w dniach ostatnich.
Deseret, alfabet opracowany na zlecenie Brighama Younga, intensywnie promowany przez mormońskich przywódców na początku drugiej połowy XIX stulecia, również zawdzięcza swą nazwę omawianemu słowu z Księgi Mormona. Dwie darmowe czcionki do jego zapisu, dostępne do darmowego pobrania w Internecie, kolejno DeseretBee i HoneyBee, podobnie doń nawiązują. Między 1882 a 1894 w Salt Lake City funkcjonował Deseret Hospital. W 1862 utworzono także hrabstwo Deseret, tereny którego obecnie wchodzą odpowiednio w skład hrabstw Box Elder oraz Tooele na północnym zachodzie Utah. Do Deseret w nazwie nawiązywały również takie instytucje i organizacje jak Deseret Dramatic Association, Deseret Livestock Company, Deseret Museum czy Deseret Music and Dramatic Association. Między 1876 a 1935 w Salt Lake City ukazywało się pismo Bikuben, skierowane do duńskojęzycznej społeczności zamieszkującej w Utah. Nazwa periodyku nawiązywała do pszczelego ula. W końcowym okresie jego istnienia właścicielem gazety był Kościół.
Wykorzystanie słowa deseret w nazewnictwie typowym dla świętych w dniach ostatnich wraz z internacjonalizacją tej tradycji religijnej zaczęło wykraczać poza Stany Zjednoczone. Emmanuel A. Kissi, jeden z wczesnych nawróconych na mormonizm w Ghanie, założył w stołecznej Akrze Deseret Hospital.
Występuje w źródłach również imię żeńskie inspirowane tym słowem, mianowicie Desereta. Wspomina się je szczególnie w kontekście typowej dla Utah tendencji do nadawania dzieciom oryginalnych imion. Don Norton, wykładowca języka angielskiego na Uniwersytecie Brighama Younga, określił tę tradycję jako zjawisko typowo mormońskie.